# Breguet 902
Dimensions
Le Breguet 902 fut élaboré au début des années 1950 par la Société anonyme des ateliers d’aviation Louis Breguet comme planeur d'entraînement et de perfectionnement biplace, afin de remplacer les vieux Caudron C.800 devenus obsolètes en matière de performances.

## Caractéristiques
Ce projet, dirigé par Jean Laurat, proposait un planeur rustique avec un fuselage en tubes soudés, revêtu d'une toile résistant aux atterrissages en campagne. Le train d'atterrissage monotrace, équipé d'un frein hydraulique, était caréné par un plastron en fibre de verre et protégeait efficacement le fond du fuselage.
L'habitacle recevait deux sièges en toile, avec une armature en tubes soudés donnant un confort relatif aux utilisateurs, et deux tableaux de bord portaient les différents instruments de bord nécessaires au pilotage. Les commandes étaient de type rigide, gage de sécurité pour les utilisateurs.
La verrière était composée de trois parties en plexiglas développables qui ne nécessitaient pas de matériel particulier pour leur entretien dans les aéro-clubs.
Les ailes avaient une partie centrale rectangulaire évoluant en trapèze aux extrémités. Leur structure était composée d'un mono longeron sur toute l'envergure, d'un caisson avant et de nervures sur la partie arrière de la corde de l'aile. Le profil utilisé est un NACA, série 63, évoluant de l'emplanture jusqu’au saumon.
Les ailerons sont à fentes et les aérofreins sortent sur l'intrados et l'extrados, donnant un freinage modulable et efficace. 
Le stabilisateur horizontal rectangulaire, fixé devant la dérive, pouvait être enlevé pour un convoyage. Idem pour l'aile dont les deux parties se plaçaient de part et d'autre du fuselage.
Le Breguet 902 pouvait être équipé d'une radio VHF.
Le premier vol se déroule le 14 mai 1957 sur le terrain de La Ferté-Alais avec Paul Lepanse aux commandes.
Le lancement de la série avorte faute d'argent, et le 902 restera confidentiel malgré ses bonnes performances.

## Sources web
- B. Parmentier, « Breguet Br 902 », aviafrance.com